# Bondesonen större 21

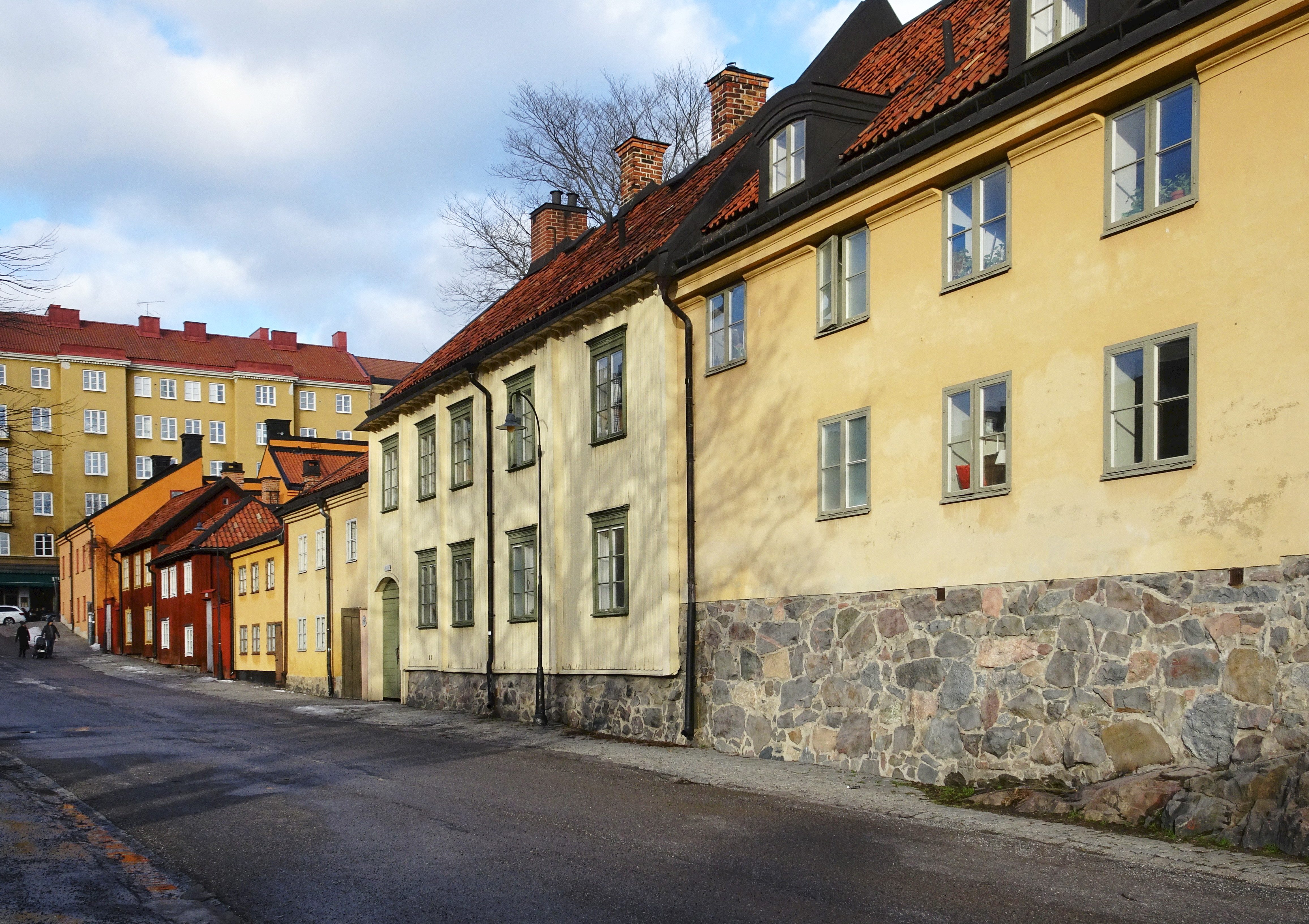
Nytorget 7C (närmast), 5, 3 och 1.

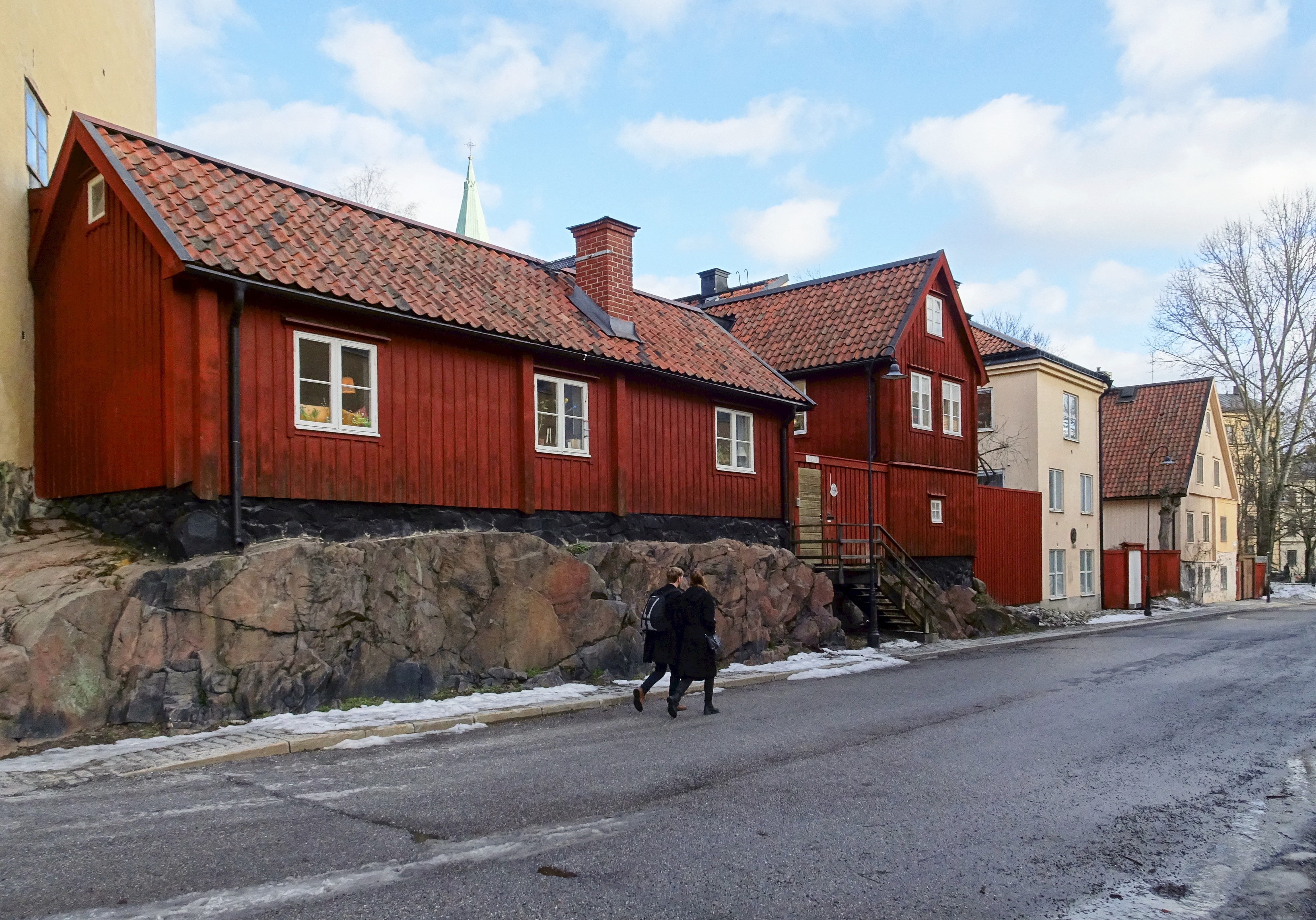
Nytorget 9B (närmast), 9C, 11 och 13.

Bondesonen större 21 är en fastighet med kulturhistoriskt värdefull bebyggelse i kvarteret Bondesonen större vid Nytorget 3–9 på östra Södermalm i Stockholm. Fastigheten består av flera trä- och stenhus uppförda under 1700-talets första hälft och fram till 1800-talets början. Kvarteret visar hur Stockholms bostadsbebyggelse såg ut under den tidiga industriella epoken där textilmanufakturer var verksamma på sydöstra Södermalm. 
Husen var rivningshotade kring sekelskiftet 1900 men behölls och moderniserades på 1970- och 1980-talen i samarbete med Stadsmuseet i Stockholm. Inför ombyggnaden lät museet genomföra en omfattande byggnadsinventering. Bondesonen större 21 ägs av AB Stadsholmen och är blåmärkt av Stadsmuseet, vilket innebär "att bebyggelsen bedöms ha synnerligen höga kulturhistoriska värden".

## Kvarteret
Kvarteret Bondesonen större begränsas i norr av Skånegatan, i öster av Renstiernas gata, i väster av Nytorget och i söder av Katarina Bangata samt Gotlandsgatan. Bondesonen större har under gångna tider ändrat form och storlek ett flertal gånger. Anledning till det har varit planerade gatu- och kvartersregleringar från slutet av 1800-talet vilka skulle utföras kring Vita bergen och som byggde på Lindhagenplanen från 1866. Regleringarna krävde omfattande rivningar varför Stockholms stad kring sekelskiftet 1900 systematiskt började köpa upp berörda fastigheter. En folkopinion med Anna Lindhagen i spetsen satte stopp för dessa planer. Hon kunde dock inte förhindra att en del hus revs i samband med Renstiernas gatas framdragning på 1930-talet. Då bröts även Nytorgets kontakt med Vita Bergen och området kring Bergsprängargränd. I stadsplanen från 1974 k-märktes den kulturhistoriska bebyggelsen. Nuvarande detaljplan för kvarteret fastställdes 1988.

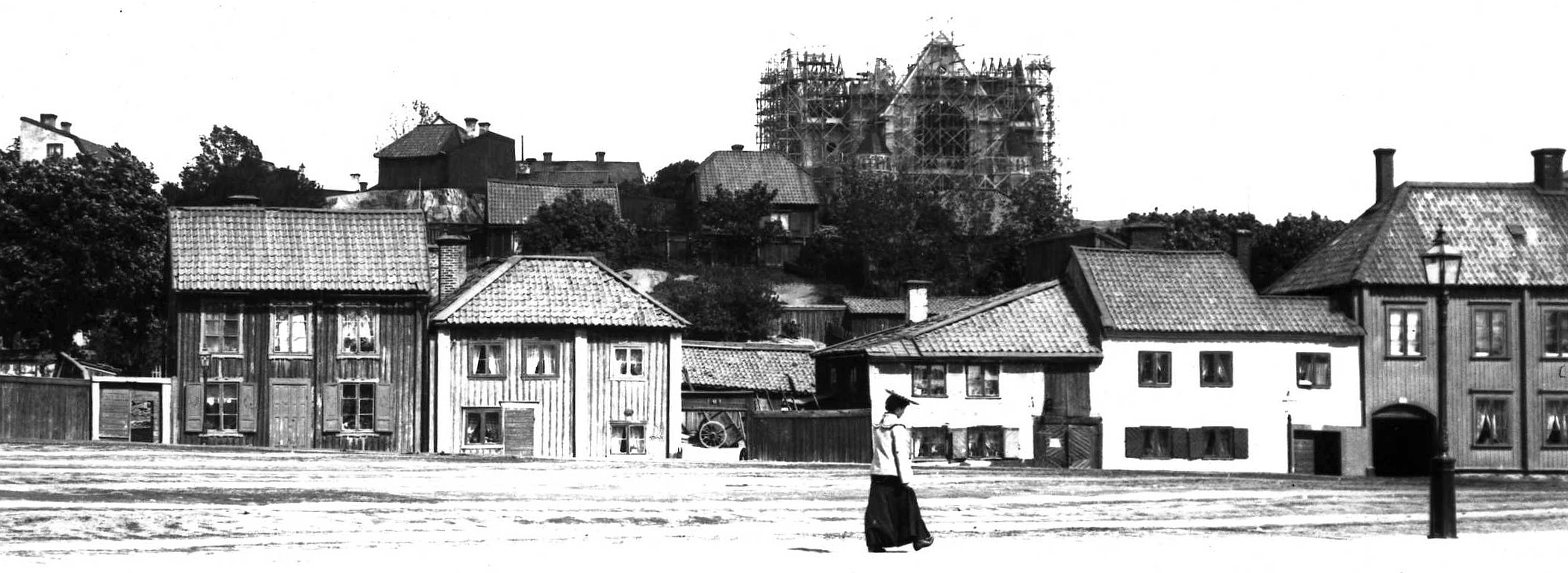
Nytorget mot öster med Sofia kyrka under uppförande i fonden, 1904–1905.

## Nytorget 3

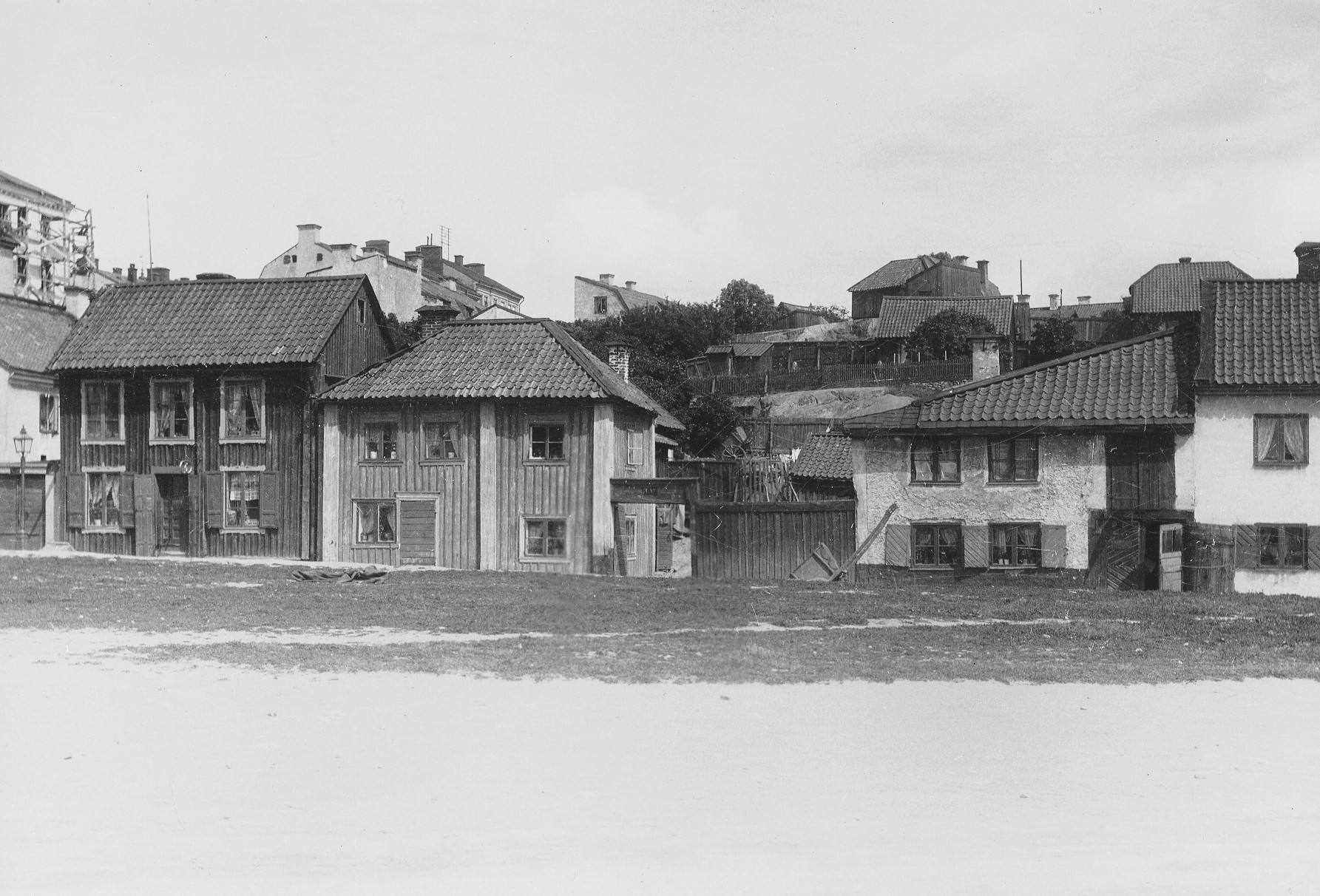
Dagens Nytorget 3–5, på 1890-talet.

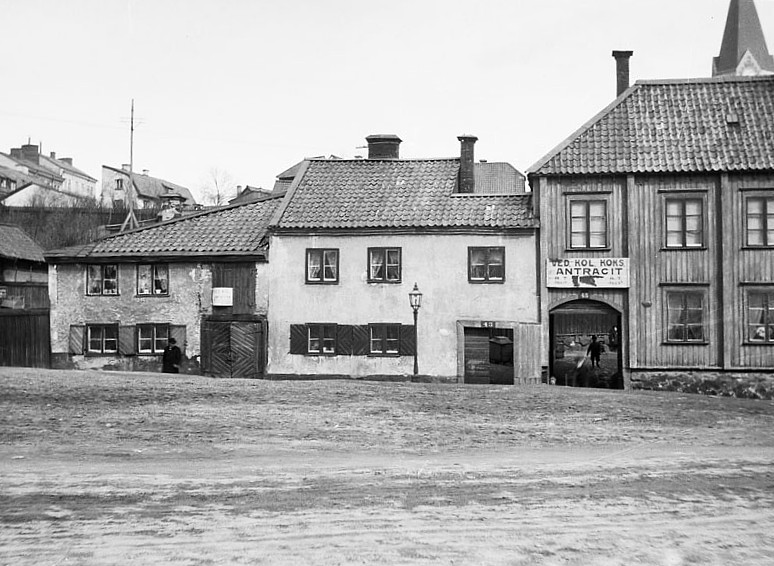
Dagens Nytorget 5–7, år 1906.

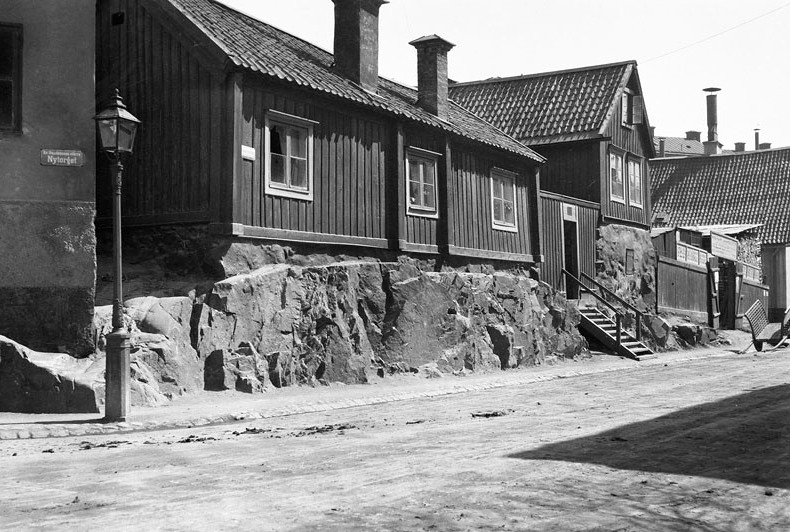
Dagens Nytorget 9, år 1900.

Den äldsta beskrivningen för detta idag rödmålade trähus med långsidan mot gatan är ett syneprotokoll från 1758. Där talas det om en ”brädslagen” timmerbyggnad i två våningar och en förstukvist mot Nytorget. Taket var täckt med näver och torv. I slutet av 1790-talet brandförsäkrade ägaren Johan Solitander sin fastighet. I försäkringspappren ges en bra bild över husets beskaffenhet. Det beskrivs där som en panelad timmerbyggnad i två våningar avfärgad i gul kulör och med en nordlig tillbyggnad av resvirke. I bottenvåningen fanns en förstuga, trätrappa till övervåningen, kök med spis och järnhäll samt en kammare med kakelugn. Övervåningen innehöll ett stort rum med kakelugn. Yttertaket var tegeltäckt.
Sitt nuvarande utseende fick huset på 1860-talet när mamsell Mathilda Stenius lät göra ”kostsamma reparationer och ändringar av sin fastighet”. Då insattes större fönster med kontursågade fönsterfoder och invändigt genomfördes en del förändringar. Fastigheten köptes 1891 av Stockholms stad från skomakarmästare C.T. Marelius. Kring sekelskiftet 1900 var trångboddheten omfattande, det bodde totalt 19 personer i huset. Byggnadsbeståndet renoverades och moderniserades i början av 1980-talet efter ritningar av arkitektbyrån vid Stockholms stads fastighetskontor och Carlbring Edlund arkitektkontor.

## Nytorget 5A, B, C
Nytorget 5 bestod ursprungligen av två separata fastigheter med ett plank och en körport däremellan. Det vänstra (norra) huset med nummer 5A är ett rödmålat trähus som omnämns första gången i en brandförsäkring från år 1755. Tomtägaren var bancokommissarien Christer Robsahm (1698–1769), far till Adolf Robsahm, och tidigare ägare till Färgargården vid Hammarby sjö. Den högra (södra) byggnaden med nummer 5C har en gulputsad gatufasad medan de övriga fasaderna är klädda med rödmålad locklistpanel. Det var vanlig att man mot gatan ville uppvisa en mera påkostad fasad. Under slutet av 1700-talet slogs de båda egendomarna samman till en fastighet och husen renoverades av den nye ägaren, tygväverimästare Lars Asplund. På 1980-talet var båda byggnader i dåligt skick och byggdes om till modern standard.

## Nytorget 7A, B, C
Huset Nytorget 7A är sammanbyggt med 5C och har liksom 5A en gulputsad fasad mot gatan och panelade och rödfärgade fasader mot gården. Av beskrivningar från 1700-talets senare hälft framgår en tvåvånings timmerbyggnad med panelade fasader och en portgång med ett bostadsrum däröver. Taket var täckt med näver och torv. Fastighetens ägare var bancokommissarien Christer Robsahm som även innehade Nytorget 5. År 1836 beskrevs huset av dels sten och dels timmer i två våningar och taket täckt av tegel. 
Hus nummer 7B är ett panelat och gulmålat trähus i två våningar på en murad sockel. Hus nummer 7C är ett putsat och gulmålat stenhus i två våningar på en hög naturstenssockel. Båda står med långsidan mot gatan. Ursprungligen låg här kvarterets södra gräns, som redovisas i Holms tomtbok från 1674 under Bondetorpet det större. Tomtägaren för södra hörntomten om 28 x 54 alnar (knappt 900 kvadratmeter) uppges av Holm vara en Hindrich Petersson. Närmaste granne i norr var en Philip Olufsson vars tomt var hälften så stor som Peterssons och mätte 14 alnar mot torget. Tack vare Holms tomtbok känner man idag även de övriga tomtägarna i kvarteret. 
Enligt 1758 års brandförsäkring fanns då både trähus- och stenhusbebyggelsen i sin nuvarande form. På gården låg flera ekonomibyggnader och längs den södra tomtlinjen stod ett stenhus i två våningar (nuvarande Nytorget 7D). Under 1800-talets första decennier användes delar av tomten för textiltillverkning. I början av 1970-talet var fastighetsbeståndet i dåligt skick och upprustning och modernisering inleddes. Bakgårdarna slogs ihop och nygestaltades, några äldre bodar revs och två nya byggnader för tvättstuga, förråd och cykelrum uppfördes.

## Nytorget 9A, B, C

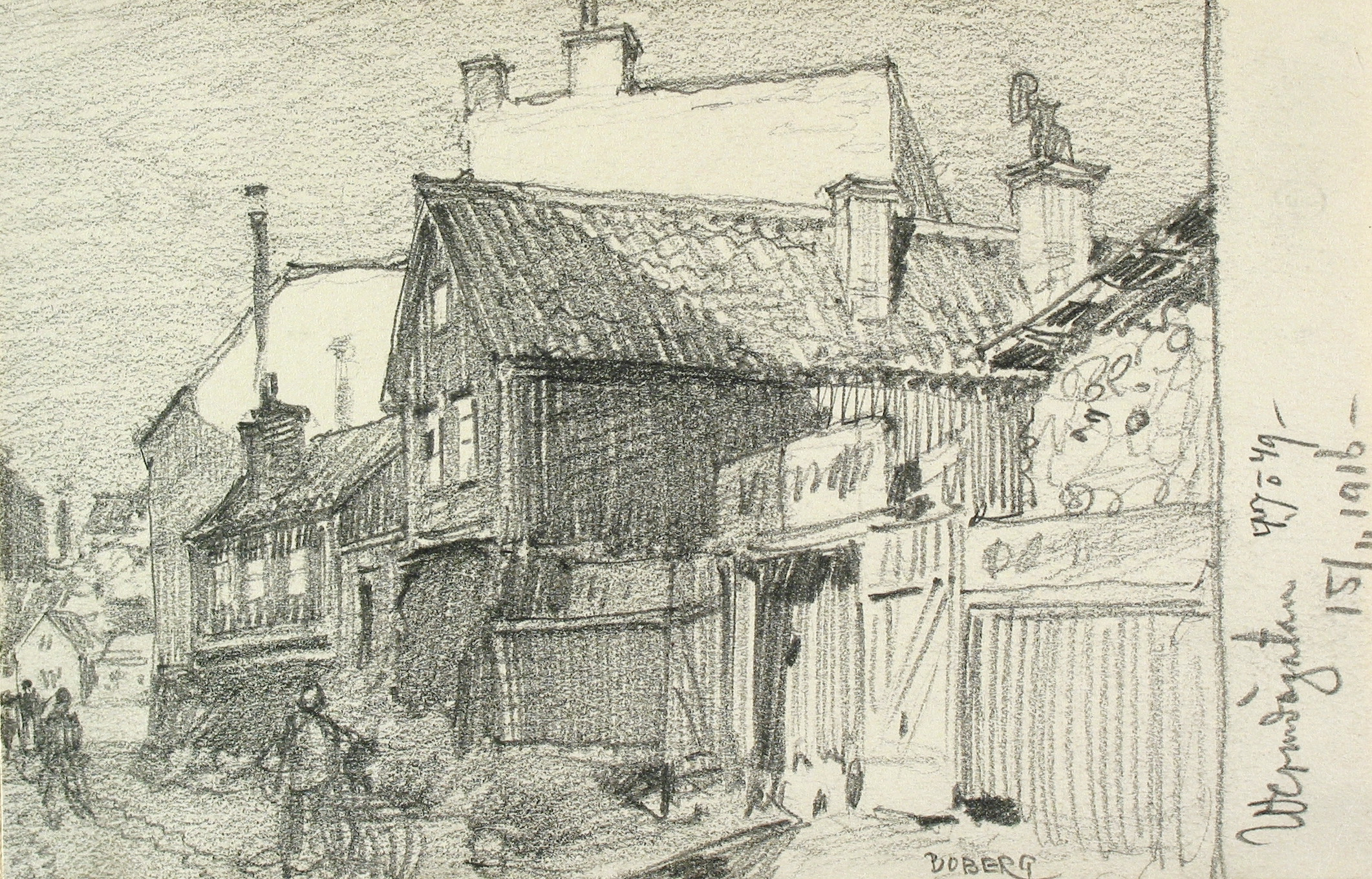
Ferdinand Bobergs skiss från 1916.

Nytorget 9 består av tre faluröda trähus uppförda vid dåvarande Vintertullsgatan (nuvarande Malmgårdsvägen) någon gång under 1700-talets första tre decennier. Det norra huset (nuvarande 9B) placerades med långsidan mot gatan, det södra (nuvarande 9C) med gaveln mot gatan. Norra huset hade två rum med kakelugnar och bjälktak. I förlängning inåt gården stod ytterligare en timmerbyggnad med två rum och kök i bottenvåningen (nuvarande 9A). Längs den västra tomtlinjen, i vinkel med gatuhuset, fanns bodar. Det södra huset, med gavel mot gatan, hade en bjälkkällare i sluttningen, förstuga, ett kök med spis och ett rum med kakelugn.
År 1887 förvärvades fastigheten av Stockholms stad i avsikt att riva den. Just här skulle Blekingegatan dras fram och sluta vid Renstiernas gata i en monumental stentrappa upp till Sofia kyrka. Så blev det dock inte. Bebyggelsen fick vara kvar men dess skick blev allt sämre under 1900-talet. 
Området besöktes 1916 av arkitekt Ferdinand Boberg i ramen för sitt projekt Svenska bilder. Han fann miljön inspirerande och med tanke på framtida rivning upprättade han flera blyertsteckningar visande bebyggelsen längs med Malmgårdsvägen, bland annat av de båda husen Nytorget 9B och C. Hans skiss daterades "Wermdögatan 15/11 1916". Värmdögatan var föregångaren till Malmgårdsvägen. Mellan 1970 och 1972 lät staden modernisera husen vid Nytorget 9. Invändigt anordnades nya kök, badrum och WC. Utvändigt byttes fönster och fasadpaneler. Ett äldre avträde i norr revs och ett nytt uthus uppfördes. Från gatan byggdes en ny trätrappa upp till gården.

## Nutida Bilder

Hela Nytorget från nummer 1 till 13
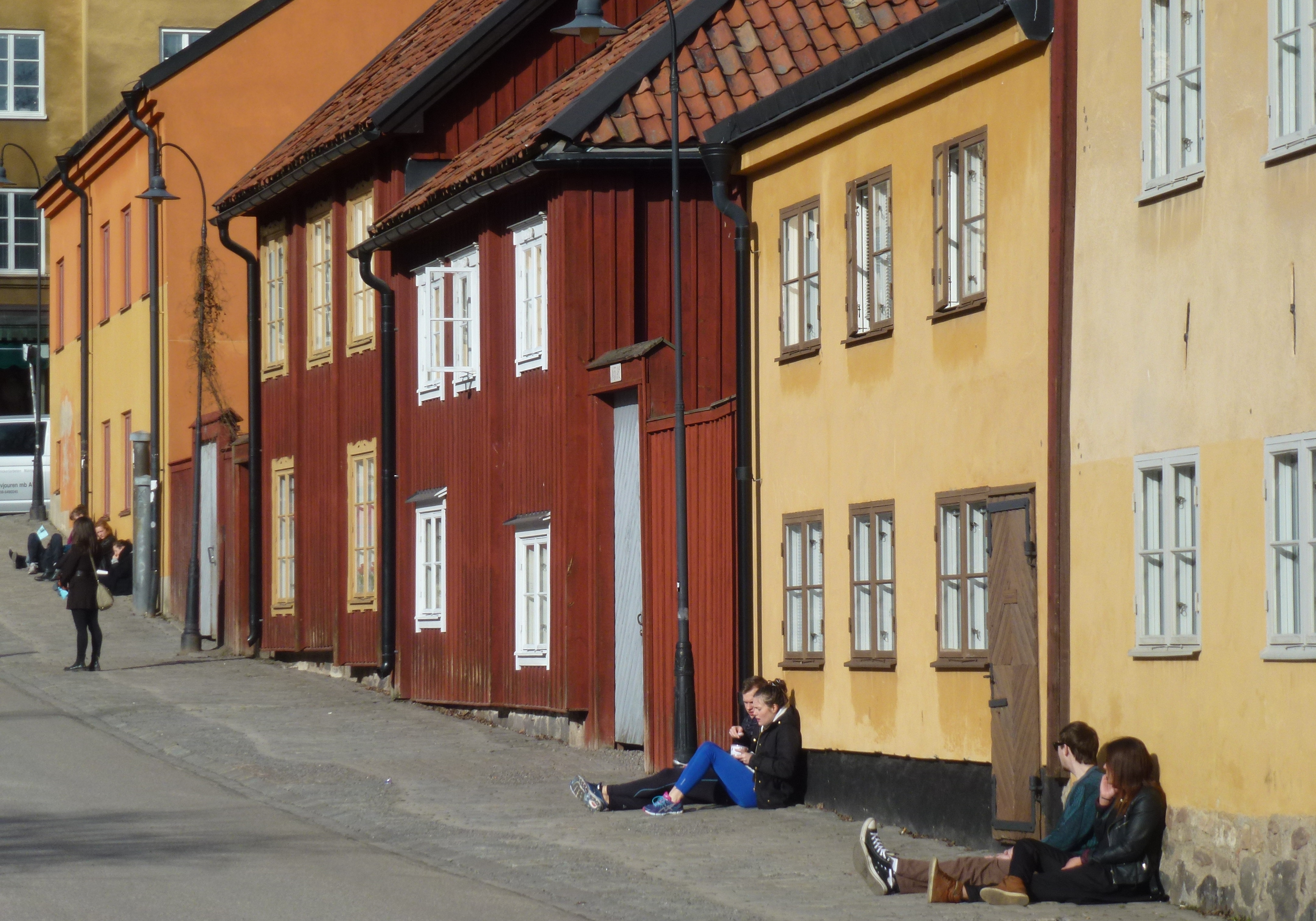
Nytorget 1 (längst bort), 3, 5A, 5C och 7A.
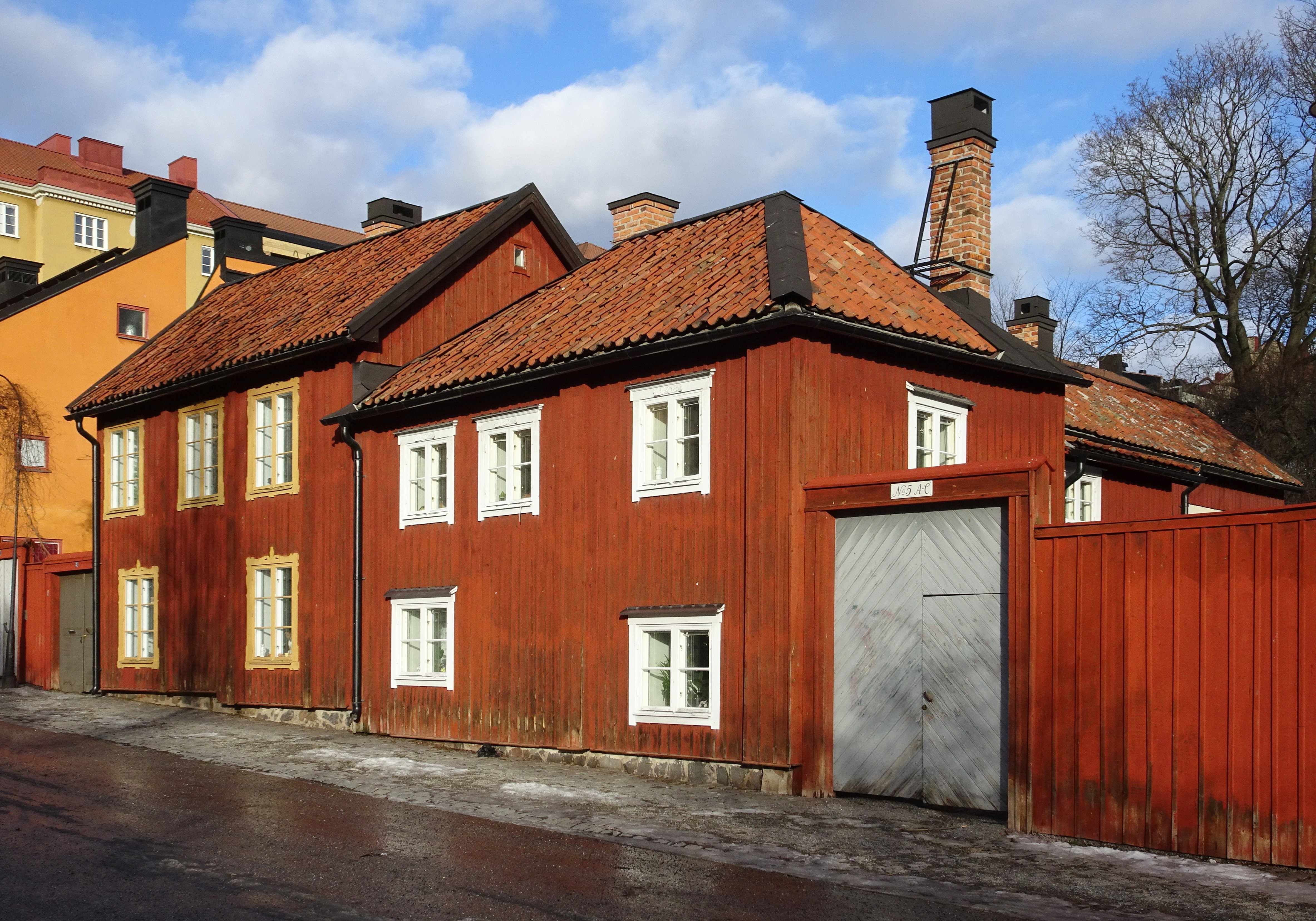
Nytorget 3 och 5A (närmast).
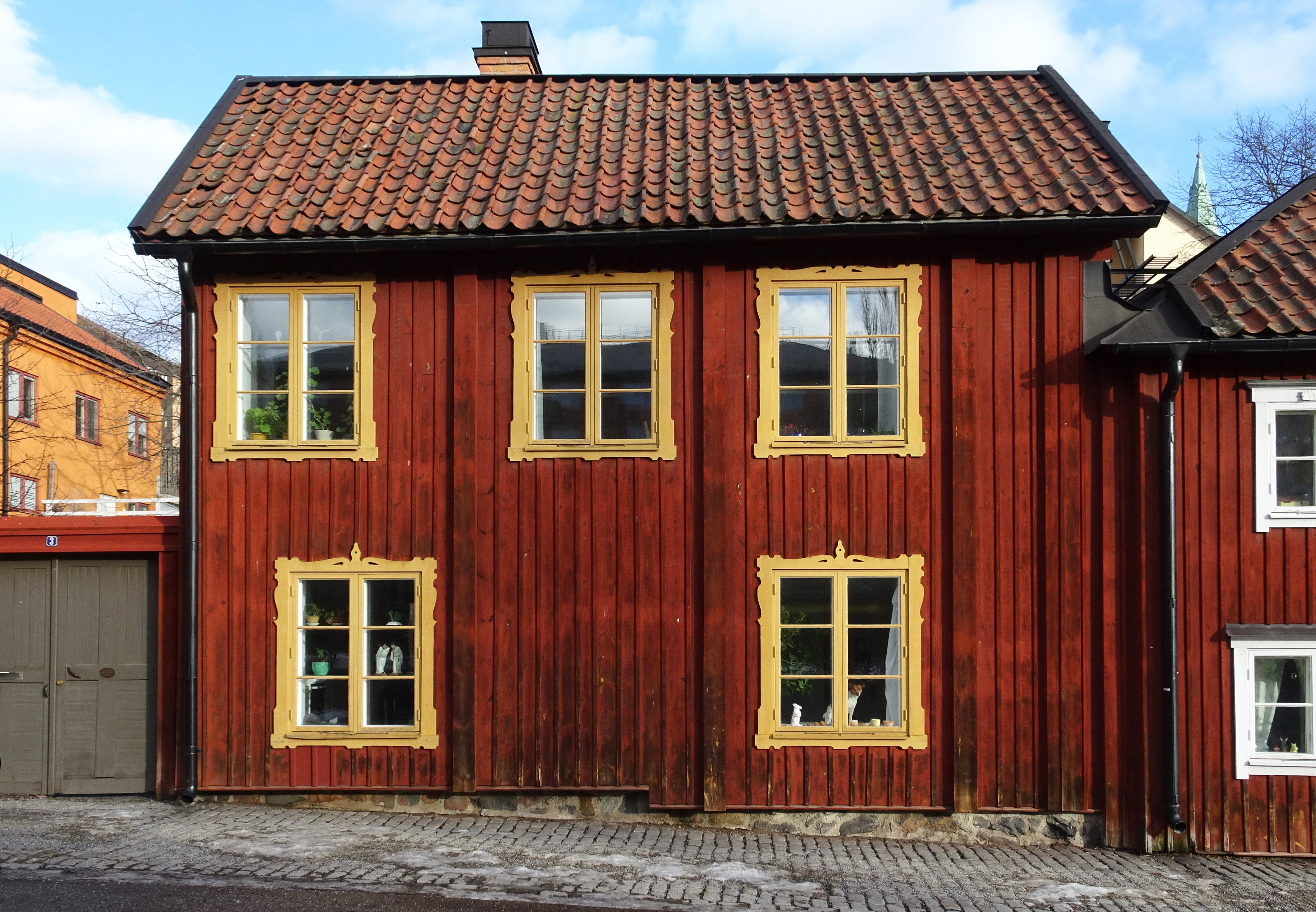
Nytorget 3.
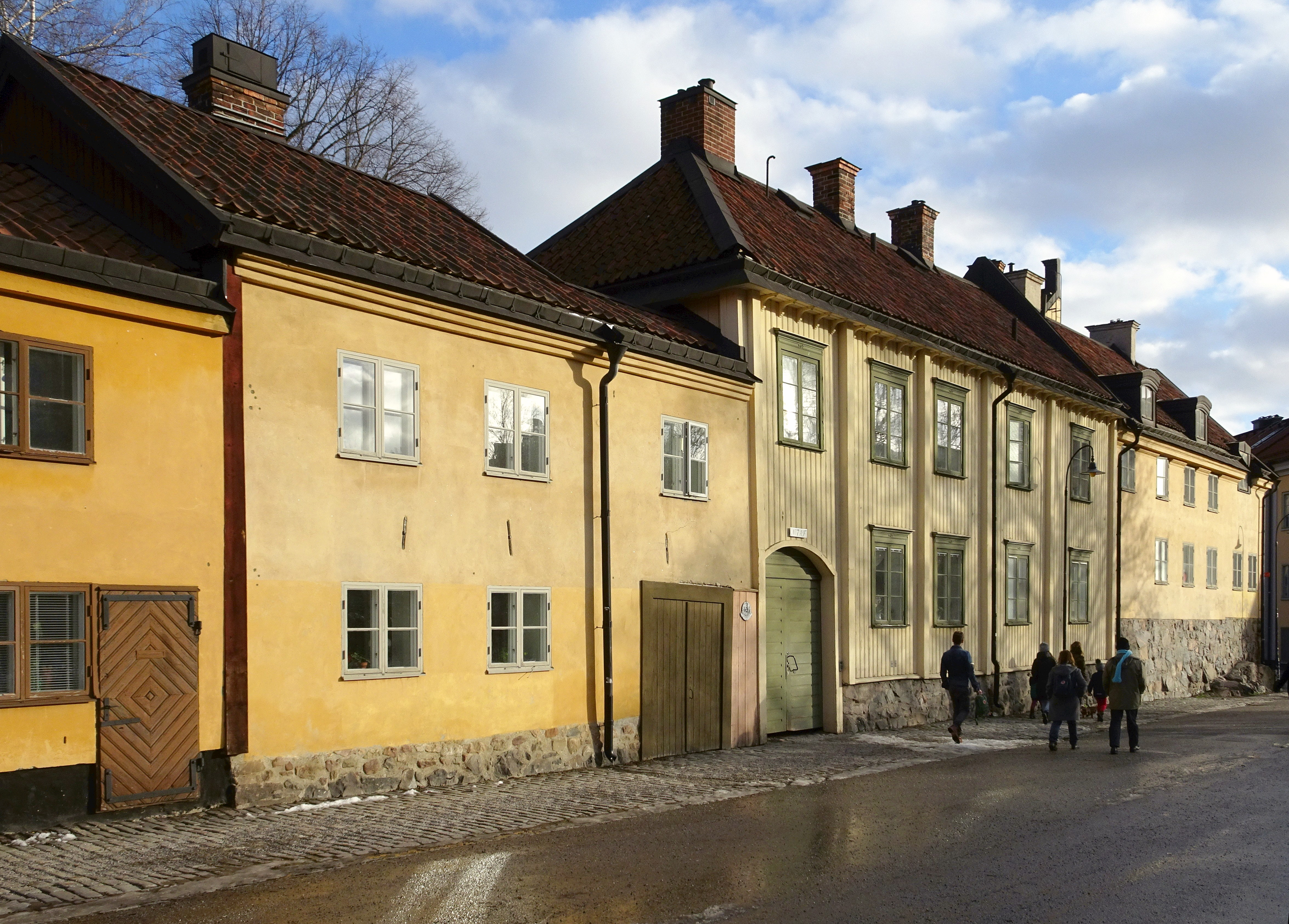
Nytorget 7A, B och C.
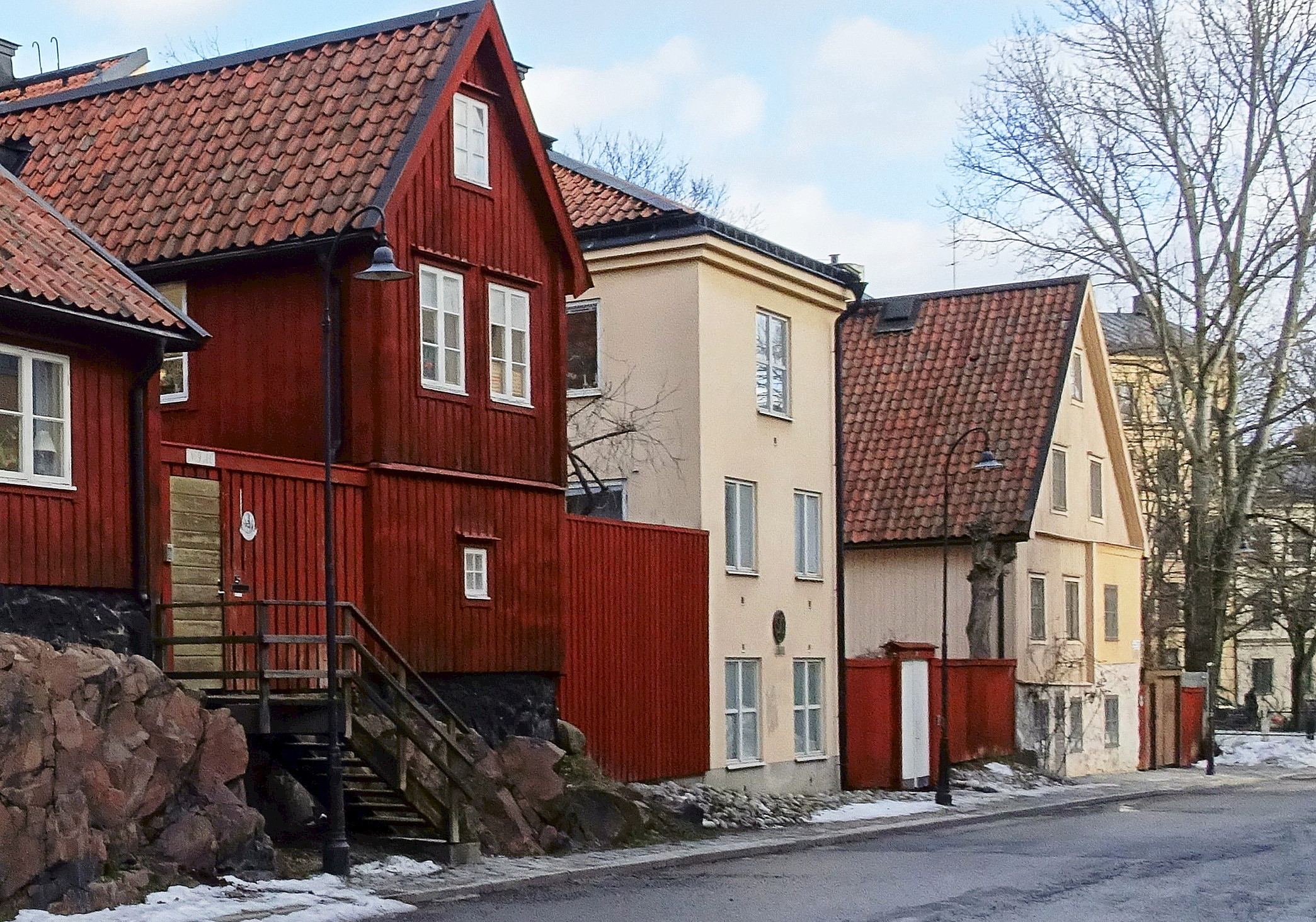
Nytorget 9C (närmast), 11 och 13.